# Office Ladies
Production
Diffusion
Office Ladies est un podcast présenté par Jenna Fischer et Angela Kinsey qui a débuté sur la plate-forme Earwolf (en) le 16 octobre 2019. Dans chaque épisode, Fischer et Kinsey, qui ont joué respectivement Pam Beesly (en) et Angela Martin (en) dans la sitcom américaine The Office, regardent à nouveau un épisode de la série et offrent des commentaires détaillés des coulisses. Ce podcast a pour objectif de couvrir chaque épisode des neuf saisons de la série,. 
À la fin de l'épisode Casino Night, il a été révélé que le podcast se poursuivra au moins jusqu'à la saison 3.

## Liste des épisodes
| No | Date de sortie originale | Titre de l'épisode             | Invité(s) en vedette (le cas échéant) |
| -- | ------------------------ | ------------------------------ | ------------------------------------- |
| 1  | 16 octobre 2019          | The Pilot                      |                                       |
| 2  | 23 octobre 2019          | Diversity Day                  |                                       |
| 3  | 30 octobre 2019          | Health Care                    | Rainn Wilson                          |
| 4  | 6 novembre 2019          | The Alliance                   | Phil Shea                             |
| 5  | 13 novembre 2019         | Basketball                     |                                       |
| 6  | 20 novembre 2019         | Hot Girl                       |                                       |
| 7  | 4 décembre 2019          | The Dundies                    |                                       |
| 8  | 11 décembre 2019         | Sexual Harassment              |                                       |
| 9  | 18 décembre 2019         | Office Olympics                | Paul Feig                             |
| 10 | 8 janvier 2020           | The Fire                       |                                       |
| 11 | 15 janvier 2020          | Halloween                      | Creed Bratton                         |
| 12 | 22 janvier 2020          | The Fight                      |                                       |
| 13 | 29 janvier 2020          | The Client                     | Melora Hardin                         |
| 14 | 5 février 2020           | Performance Review             | Larry Wilmore                         |
| 15 | 12 février 2020          | Email Surveillance             | Ken Jeong et Joel McHale              |
| 16 | 19 février 2020          | Christmas Party                |                                       |
| 17 | 26 février 2020          | Booze Cruise                   | Greg Daniels                          |
| 18 | 4 mars 2020              | The Injury                     |                                       |
| 19 | 11 mars 2020             | The Secret                     |                                       |
| 20 | 18 mars 2020             | The Carpet                     |                                       |
| 21 | 25 mars 2020             | Boys and Girls                 |                                       |
| 22 | 1 avril 2020             | Valentine's Day                | Andy Buckley                          |
| 23 | 8 avril 2020             | Dwight's Speech                |                                       |
| 24 | 15 avril 2020            | Take Your Daughter To Work Day |                                       |
| 25 | 22 avril 2020            | Michael's Birthday             |                                       |
| 26 | 29 avril 2020            | Drug Testing                   |                                       |
| 27 | 6 mai 2020               | Conflict Resolution            |                                       |
| 28 | 13 mai 2020              | Casino Night                   | John Krasinski                        |
| 29 | 20 mai 2020              | Gay Witch Hunt                 | Oscar Nunez                           |
| 30 | 27 mai 2020              | The Convention                 |                                       |
| 31 | 10 juin 2020             | The Coup                       |                                       |
| 32 | 17 juin 2020             | Grief Counseling               | Mindy Kaling, Jen Celotta             |
| 33 | 24 juin 2020             | Initiation                     | Rainn Wilson, B. J. Novak             |
| 34 | 1er juillet 2020         | Diwali                         | Mindy Kaling                          |
| 35 | 8 juillet 2020           | Branch Closing                 | Charles Esten                         |

Chaque épisode porte le nom de l'épisode de The Office dont il est tiré.